# سید جعفر تشکری هاشمی
سید جعفر تشکری هاشمی (زادهٔ ۱ مهر ۱۳۴۱ مشهد) نظامی و سیاستمدار ایرانی است که به‌عنوان عضو ششمین دوره شورای اسلامی شهر تهران فعالیت می‌کند. او در شهریور ۱۴۰۰ رئیس کمیسیون حمل و نقل و عمران شورای شهر تهران شد. تشکری هاشمی علاوه بر خدمت در نیروی انتظامی سابقهٔ خدمت در سپاه پاسداران هم دارد و در سپاه هشتم ثامن‌الائمه جانشین ستاد بود.

## تحصیلات
- کارشناسی مکانیک (حرارت و سیالات) از دانشگاه فردوسی مشهد
- کارشناس ارشد صنایع (مدیریت سیستم و بهره‌وری) از دانشگاه آزاد اسلامی تهران-جنوب
- دکترای مدیریت صنعتی، استراتژی صنعتی از دانشگاه آزاد اسلامی واحد علوم و تحقیقات تهران

## سوابق اجرایی
- معاون حمل و نقل و ترافیک شهرداری تهران
- مدرس دانشگاه آزاد اسلامی واحد تهران شمال
- مدرس در دانشگاه پلیس راهور کشور
- عضو هیئت مدیره شرکت قطار شهری تهران و حومه (مترو)
- رئیس هیئت مدیره شرکت واحد اتوبوسرانی تهران
- قائم مقام معاون راهنمایی و رانندگی کشور
- رئیس انجمن دوچرخه سواری شهر تهران
- مدیریت در چند واحد صنعتی کشور